# The Phantom of the Opera (canção)
"The Phantom of the Opera" é uma canção do musical de mesmo nome. Ela foi composta por Andrew Lloyd Webber, com letras escritas por Charles Hart e Richard Stilgoe, e adicional letras de Mike Batt. A canção foi originalmente gravada por Sarah Brightman e Steve Harley, e se tornou um single de sucesso no  Reino Unido em 1986, antes do musical. Em sua estreia, foi cantada por Sarah Brightman e Michael Crawford em seus papéis como Christine Daaé e o Fantasma.

## Fundo
A música é executada no Ato I após "Angel of Music" (The Mirror) e antes de "The Music of the Night" (e é difundida no primeiro Ato no final da música "Notes/Twisted Every Way"). Ela é cantada quando o Fantasma leva Christine de barco para o seu covil abaixo da Ópera Garnier. É cantada como um dueto de Christine e o Fantasma. No final da canção, Christine canta a nota mais alta no show, uma E6. Em diferentes espetáculos, Sarah Brightman canta esta música com outros artistas como Antonio Banderas, Chris Thompson, Alessandro Safina, Mario Frangoulis, Colm Wilkinson, Anthony Warlow, John Owen-Jones, Peter Jöback e Erkan Aki.

### Influências
O que faz esta canção especial, única no musical, é seu uso do hard rock, já que a maioria das canções do musical são no estilo operístico. No início da produção do musical, Andrew Lloyd Webber conheceu Jim Steinman, que descreveu "The Phantom of the Opera, como uma canção de rock invadindo uma casa de ópera''. Por isto o uso do estilo hard rock, o que influenciou todo os instrumentos de rock na canção incluindo a bateria e guitarra elétrica.
"The Phantom of the Opera", também foi especialmente preparada pelo orquestrador original do show, David Cullen, e teve uma versão em violino do virtuose violoncelista Julian Lloyd Webber, irmão de Andrew, para o seu CD Lloyd Webber Plays Lloyd Webber.

### Controvérsias
Ray Repp processou Andrew Lloyd Webber pela melodia principal do Phantom, alegando que ela foi baseado em sua canção folclórica "Till You", que ele gravou em 1978. Webber venceu o caso, com a contra-alegação de que a seção de "Phantom" em questão foi baseada em  "Close Every Door", que Webber escreveu antes de Till You. 

Além disso, Roger Waters do Pink Floyd afirmou que Andrew Lloyd Webber plagiou a introdução da canção do Pink Floyd "Ecos", que em grande parte se assemelha a ela, embora ele decidiu não fazer uma ação judicial.

"Sim, o início da sangrenta canção do Fantasma é de Ecos. *DAAAA-da-da-da-da-da* [sic]. Eu não podia acreditar quando ouvi-lo. É o mesmo tempo de assinatura – é 12/8 – e é a mesma estrutura e as mesmas notas e é o mesmo em tudo. Provavelmente é processável. Ele realmente é! Mas eu acho que a vida é longa demais para se preocupar em processar o fodástico Andrew Lloyd Webber."

### Desempenho nos gráficos
| Gráfico (1986)                             | Pico posição |
| ------------------------------------------ | ------------ |
| Irish Singles Chart                        | 11           |
| UK Singles Chart (Official Charts Company) | 7            |